# Charaxes diversiforma
Charaxes diversiforma är en fjärilsart som beskrevs av Van Someren och Jackson 1957. Charaxes diversiforma ingår i släktet Charaxes och familjen praktfjärilar. Inga underarter finns listade i Catalogue of Life.